# Lago de Vadret
O Lago Vadret é um lago de Alta montanha localizado nas montanhas dos Alpes Orientais, a denominada Cordilheira Bernina, no cantão de Grisons na Suíça. Este lago fica a cerca de 4 km da fronteira a uma altitude de 2.160 m acima do nível do mar.